# Воробьёвка (Белинский район)
Воробьёвка — деревня в Белинском районе Пензенской области России. Входит в состав Балкашинского сельсовета.

## География
Расположено в 12 км к юго-востоку от села Балкашино, на р. Большой Чембар.

## Население
| 2010 |
| ---- |
| 0    |

## История
Основана между 1864 и 1896 гг. Входила в состав Свищевской волости Чембарского уезда. После революции, вплоть до 2010 г. в составе Свищевского сельсовета. Бригада колхоза имени Карла Маркса.